# 鲁南
鲁南，是一个地理概念，泛指山东南部地区，东临黄海，北靠泰山，南面苏北，西抵豫省。地形以平原、丘陵为主，并有泰山支脉深入境内。主要水体有微山湖、沂河、沭河、京杭运河，境内河流多属淮河水系。
鲁南地区具体的县市划分有广义与狭义两种。广义上包括日照、临沂、枣庄、济宁、菏泽5市43个县（市、区），土地面积5.05万平方公里。占山东省总面积的三分之一左右。狭义的仅包括枣庄，临沂，济宁三个地级市，而传统意义上日照属于鲁东，菏泽则属于鲁西南。